# Rodney Harvey
Rodney Michael Harvey (Philadelphia, Pennsylvania, 1967. július 31. – Los Angeles, Kalifornia, 1998. április 11.) amerikai modell, színész.

## Élete és pályafutása
1984-ben Paul Morrissey rendező fedezte fel. Harvey ezután Los Angelesbe költözött modellkedéssel és színészkedéssel kereste kenyerét. Képei jelentek meg a Life magazinban is és Calvin Klein számára is dolgozott.
Az Otthonom, Idaho (1991) című Gus Van Sant-film forgatásán Harvey rászokott a heroinra. Függősége miatt börtönbe is került. 1998. április 11-én heroin és kokain túladagolásban halt meg a Los Angeles-i Hotel Barbizon szállodában. Halála után a heroinfüggősége idején készült fotókat kábítószer-ellenes kampányokban is felhasználták. Rodney Harvey-t a Pennsylvania-i Springfieldben helyezték örök nyugalomra a Szent Péter és Szent Pál Temetőben.

## Filmográfia
| Év   | Cím                      | Szerep         | Megjegyzés                                            |
| ---- | ------------------------ | -------------- | ----------------------------------------------------- |
| 1985 | Delivery Boys            | Fast Action    |                                                       |
| 1985 | Félvérek                 | Jose           | Alternatív címe: Cocaïne is volt                      |
| 1986 | The Return of Billy Jack |                | Befejezetlen film                                     |
| 1987 | Initiation               | Danny Molloy   | Alternatív címe: Zoomstone is volt                    |
| 1987 | Az ötödik sarok          | Castro         |                                                       |
| 1988 | Salsa, a legforróbb tánc | Ken            |                                                       |
| 1988 | Spike of Bensonhurst     | Frankie        | Alternatív címe: The Mafia Kid és Throw Back! is volt |
| 1990 | Silent Love              | Giulio         | Alternatív címe: La bocca is volt                     |
| 1990 | Twin Peaks               | Biker Scotty   | 1. (pilot) részben                                    |
| 1990 | The Outsiders            | Sodapop Curtis | 13 részben                                            |
| 1991 | Otthonom, Idaho          | Gary           | Magyar hangja: Bor Zoltán                             |
| 1992 | Fegyvermánia             | Tom            |                                                       |
| 1996 | Isten magányos embere    | Glen           |                                                       |

## Fordítás
- Ez a szócikk részben vagy egészben  a   Rodney Harvey című angol Wikipédia-szócikk fordításán alapul.  Az eredeti cikk szerkesztőit annak laptörténete sorolja fel. Ez a jelzés csupán a megfogalmazás eredetét és a szerzői jogokat jelzi, nem szolgál a cikkben szereplő információk forrásmegjelöléseként.